# Pavlov Cup 2012
Il Pavlov Cup 2012 è stato un torneo di tennis facente parte della categoria ITF Women's Circuit nell'ambito dell'ITF Women's Circuit 2012. Il torneo si è giocato a Minsk in Bielorussia dal 5 all'11 novembre 2012 su campi in cemento indoor e aveva un montepremi di $25,000.

## Vincitrici

### Singolare
Aljaksandra Sasnovič ha battuto in finale  Ljudmyla Kičenok con il punteggio di 6–0, 7–6(4)

### Doppio
Kacjaryna Dzehalevič /  Aljaksandra Sasnovič hanno battuto in finale  Ljudmyla Kičenok /  Nadežda Kičenok con il punteggio di 1–6, 6–2, [10–3]